# Јафет Косгеи
Јафет Косгеи (енгл. Japhet Kosgei; рођен 20. децембра 1968) је некадашњи кенијски атлетичар, маратонац. Победио је на 19. Београдском маратону 2006. године, оборивши рекорд маратона, са временом од 2 сата, 10 минута и 54 секунде. Поред Београдског, освојио је још неколико маратона у току каријере, укључујући Торински, маратон у Венецији 1998, у Ротердаму 1999. и полумаратон у Лисабону 1999. Његов лични рекорд је 2:07:09

## Резултати
| Маратон | Полумаратон |
| --- | --- |
| - 1998: - Торино - 2:07,39 - Венеција - 2:11,27 - 1999: - Ротердам - 2:07,09 - 2000: - Токио - 2:07,15 - Њујорк - 2:12,30 - 2001: - Њујорк - 2:09,19 - 5. место, Лондон - 2:10,45 - 2002: - 19. место, Њујорк - 2:18,55 - 2003: - Лејк Бива - 2:07,39 - 2005: - Беч - 2:15,15 - 2006: - Београд - 2:10,54 - 7. место, Чикаго - 2:11,37 - 2007: - 9. место, Франкфурт - 2:11,01 - 2008: - 6. место, Франкфурт - 2:09,24 - 2010: - 9. место, Дубаи - 2:11,20 | - 1999: - Лисабон - 1:00:01 - 2000: - Удинезе - 1:00,22 - 2001: - Удинезе - 1:01,23 - 2003: - Вирџинија бич - 1:02,06 |

### 19. Београдски маратон
Јафет Косгеи је победио на 19. Београдском Банка Интеса маратону са 2:10:54 и поставио нови рекорд стазе. Његов земљак, Фестус Кијоко Кикуму такође је истрчао маратон за време краће од старог рекорда, и освојио друго место са 2:11:30, а Рубен Мутумво је донео и треће место Кенији, завршивши трку са 2:13:31.
Косгеи је на конференцији за новинаре дан пре трке наступио као шаљивџија, поверио се присутнима да је губитак форме који је уследио после три резултата испод 2:08 и победа у Ротердаму 1999, Токију 2000. и Лејк Биви 2003. — последица женидбе, и после салве смеха додао и „отварања фирме“.
После победе је објаснио:
Сви су ми говорили да сам престар, укључујући и мог претходног менаџера. Али истина је да сам се превише посветио својој штампарији, док сам се сада поново усресредио на трчање, штампарија може да сачека док се не повучем. Тело ми је исто као пре шест, седам година, када сам трчао 2:07. Сада желим да наставим да трчим, и оборим светски рекорд за четрдесетогодишњаке.